# Jean-François Dubreuil
Jean-François Dubreuil, né le 17 octobre 1944, à Roanne, est un ancien joueur et entraîneur de basket-ball français.

## Palmarès (entraîneur)
Club:
- 1977-1978: Vice-Champion de la Nationale 2 avec le CSP Limoges.
- 1984-1985: Champion de France junior avec Voiron.
- 1995-1996: Champion de France NF2.
- 1998-1999: Champion de France NF?.
- 1999-2000: Champion de France NF3.

Sélection:
- 1993: Médaille d’argent au championnat d’Europe séniors féminins avec l’équipe de France.
- 1999: Médaille de Bronze au championnat d’Europe cadettes avec l’équipe de France.

## Sélections (entraîneur)
Carrière en sélection:
- Sélection national FNSU (1984-1988).
- Équipe de France Féminine (1992-1995).
- Équipe de France cadettes (1998-1999).

Participations:
- Participe au Championnat du monde universitaire 1987 (Zagreb).
- Participe au championnat d’Europe 1993 avec l’équipe de France féminine comme assistant.
- Participe au championnat du Monde 1994 avec l’équipe de France féminine comme intendant et assistant.
- Participe au championnat d’Europe 1995 avec l’équipe de France féminine comme assistant.